# La Novella

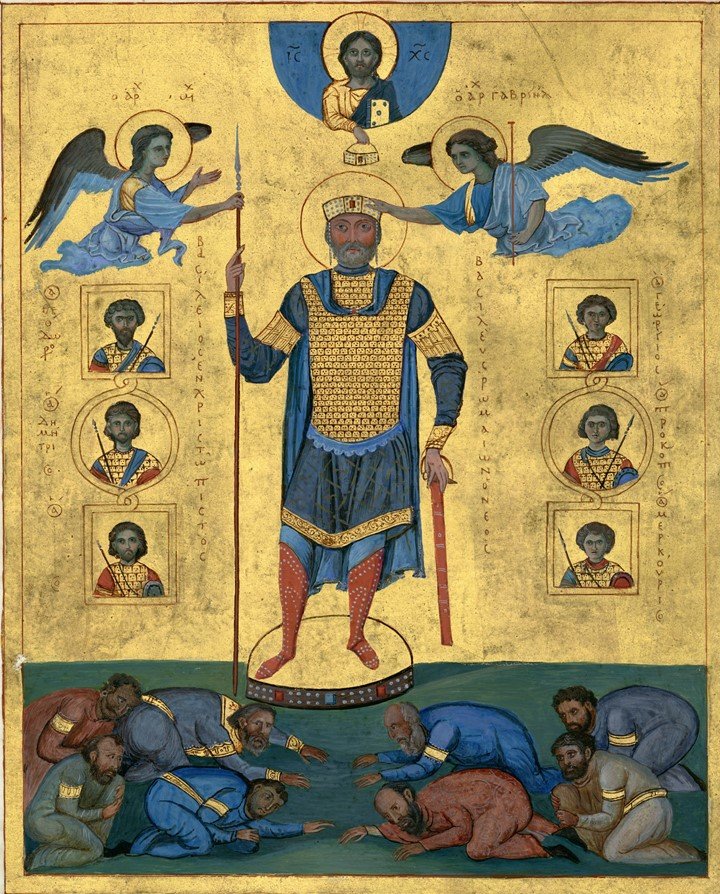
Icona raffigurante Вasilio II mentre viene incoronato dagli angeli mandati da Dio ed adorato dai suoi sudditi.

La Novella fu un editto promulgato da Basilio II. Il 1º gennaio del 996 Basilio II Bulgaroctono emanò La Novella. Con questo editto, si riconosceva validità ai diritti sui fondi solo se la loro costituzione risaliva ad almeno sessantun'anni prima, cioè al tempo di Romano I. Tutti gli acquisti effettuati dopo quella data dovevano essere restituiti immediatamente al precedente proprietario. Tutte le crisobolle Imperiali emanate in quei sessantun'anni erano state annullate, salvo quelle riconfermate da Basilio II con apposito provvedimento. Questa sorta di convalida avvenne perché ormai non esisteva più la piccola proprietà terriera, assorbita dai grandi nobili, e anche per questo motivo i themata erano ormai deboli e pericolosi. Esistendo solo grandi proprietari terrieri, il pericolo era che i soldati si ribellassero e dichiarassero Basileus il loro grande proprietario terriero, che molte volte poteva essere lo strategos del thema. A causa di questo editto molte famiglie nobili dell'impero bizantino finirono in povertà perdendo tutti i loro possedimenti, che dovevano restituire ai piccoli padroni di prima.